# Teenage T-Rex: Der Menschen-Dinosaurier
Teenage T-Rex: Der Menschen-Dinosaurier (Originaltitel: Tammy and the Teenage T-Rex) ist eine US-amerikanische Science-Fiction-Filmkomödie aus dem Jahr 1994 von Stewart Raffill. In den Hauptrollen sind Denise Richards und Paul Walker zu sehen.

## Handlung
Tammy ist bei ihrem Cheerleader-Training, als ihr neuer Freund Michael nach seinem Football-Training dazu stößt, um ihr dabei zuzusehen. Sie treffen auf Byron, Tammys homosexuellen Freund, der Michael als ihren neuen Freund gutheißt. Wenig später stößt allerdings auch Tammys gewalttätiger und eifersüchtiger Ex-Freund Billy mit seiner Bande dazu und belästigt Michael. Zwischen den beiden kommt es zu Handgreiflichkeiten, die erst durch das Eintreffen der Polizei beendet werden. Da sich Michael auch zur Gewalt anstacheln ließ, verlässt Tammy weinend das Geschehen.
In einem Lagerhaus befinden sich Dr. Wachenstein und seine Assistentin Helga. Als die Lichter angehen, gibt er bekannt, dass er seinen Roboter, der einem Tyrannosaurus rex nachempfunden ist, vervollständigt hat. Beeindruckt von dessen Stärke enthüllt Dr. Wachenstein seinen Plan, ein lebendes menschliches Gehirn in den Roboter zu implantieren, um ihm Bewusstsein, Mobilität und Unsterblichkeit zu verleihen.
Nachts schleicht sich Michael aus seinem Haus hinaus, um Tammy zu sehen. Sie treffen schon bald auf Billy und dessen Schläger. Michael versucht zu fliehen, wird aber von der Gruppe eingeholt. Sie werfen ihn in einen Wildtierpark, in dem unter anderen Großkatzen wie Löwen und Jaguare frei herumlaufen. Ein Löwe attackiert Michael so schwer, dass dieser nach seiner Rettung aus dem Gehege ins Koma fällt. Sein alkoholkranker Onkel weicht nicht von seinem Bett.
Dr. Wachenstein und Helga erklären Michael für tot, damit sie dessen Gehirn in ihren Roboter-Tyrannosaurus-Rex einpflanzen können. Das Experiment glückt und das Gehirn kann erfolgreich implantiert werden. Als Dinosaurier-Roboter rächt er sich an seinen Peinigern um Billy und sucht danach Tammy auf. Sie erkennt, dass der Dinosaurier Michael ist, und beginnt mit der Suche nach einem geeigneteren Körper für ihn. Dr. Wachenstein ist auf der Jagd nach seiner monströsen Schöpfung, was zu einer Verfolgungsjagd führt, die damit endet, dass Michael den Arzt tötet. Polizisten eröffnen das Feuer und zerstören den mechanischen Dinosaurier.
Tammy schafft es, Michaels Gehirn zu bergen. Sie nimmt es mit nach Hause und schließt es an ihren Computer. Durch dessen Lautsprecher und ihre Videokamera lebt Michael vorübergehend im Computer. Dadurch kann Michael sprechen und kann sehen, wie Tammy einen Striptease vorführt. Dies führt dazu, dass die Gehirnanschlüsse funken.

## Hintergrund

### Produktion
Die Idee zu dieser Art von Film erhielt Stewart Raffill, als ihn ein südamerikanischer Kinobesitzer ansprach, der für zwei Wochen einen animatronischen Tyrannosaurus für einen Freizeitpark in Texas besäße. Daher schrieb Raffill innerhalb einer Woche das Drehbuch zum Film. Innerhalb eines Monats wurden die Dreharbeiten abgeschlossen. Alle Drehorte befanden sich höchstens 25 Minuten von Raffills Wohnort entfernt. Während der Dreharbeiten kam es in der Gegend zu einem Brand, daher sind in einigen Aufnahmen große Rauchwolken zu erkennen. Die ersten Minuten wurden im kalifornischen Newbury Park an der dortigen Newbury Park High School gedreht. Das Filmteam behielt während der Dreharbeiten das örtliche Panthermaskottchen und die Dekorationen.
Der Filmtitel wurde im Vorspann als Tanny and the Teenage T-Rex wiedergegeben.
Es handelt sich um eine der ersten Filmhauptrollen des späteren Fast & Furious-Hauptdarstellers Paul Walker.

### Veröffentlichung
Ursprünglich sollte der Film als Horrorkomödie mit R-Rating erscheinen, um aber auch ein jüngeres Publikum zu erreichen und als Familienfilm gelten zu dürfen, wurden einige Szenen entfernt oder entschärft. Er erschien am 21. Dezember 1994 in den USA. 2019 wurde der Film restauriert und erschien in ungekürzter Fassung in ausgewählten Kinos in Nordamerika.
Im Rahmen der Sendereihe Die schlechtesten Filme aller Zeiten (SchleFaZ) erfuhr der Film auf Tele 5 am 14. April 2023 unter dem Namen „Tammy und der Teenage T-Rex“ seine erneute, deutsche Free-TV-Premiere.
Mitte der 90er lief dieser 2-mal, in der gekürzten Fassung, auf dem deutschen Privatsender RTL.

## Rezeption
„Ein Horrorfilm mit komödiantischem Zungenschlag.“

Thomas Hortian von Badmovies schreibt als Fazit: „Mit Ruhm hat sich bei „Tammy and the Teenage T-Rex“ wahrlich niemand bekleckert, es gibt wenige zündende Gags und der Aufwand der Szenen mit dem mechanischen T-Rex hält sich auch immer sehr in Grenzen. Es sind eher die unfreiwillige Komik und die billigen, aber doch für solch einen Film recht großzügig über die Lauflänge verteilten Splatter-F/X. Das ist nun in keinster Weise ein zweiter „Re-Animator“, aber erweist sich gerade für den Trash- und Trashfilmfan als recht launig. Aufgrund des Skurrilitätenwertes der Besetzung mit Denise Richards und Paul Walker (und weil es der wohl einzige Film mit kleinen Mensch-Saurier-Händen ist) sollte man den Film tatsächlich mal gesehen haben.“
Auf Rotten Tomatoes konnte der Film basierend auf sieben Filmkritiken eine Wertung von 43 % erreichen. Im Audience Score, der Zuschauerwertung auf der Seite, konnte der Film ebenfalls eine Wertung von 43 % erreichen. In der Internet Movie Database hat der Film bei über 4.700 Stimmenabgaben eine Wertung von 5,3 von 10,0 möglichen Sternen.